# Campeonato malgache de fútbol
El Campeonato malgache de fútbol, también llamado THB Champions League, es la máxima división de fútbol de Madagascar. La liga es patrocinada por Three Horses Beer, una cerveza malgache. Desde 2020 se disputa la primera liga profesional Pro League con 12 clubes.

## Sistema de competición
El campeonato se disputó hasta 2019 entre los campeones de las 22 ligas amateurs que existen actualmente en Madagascar más el campeón anterior y el campeón de la Copa de Madagascar del año anterior (Si uno de los 22 campeones de liga es el campeón anterior del Campeonato malgache de fútbol y/o es el campeón de la Copa de Madagascar del año anterior participara el subcampeón de la liga correspondiente).
- Primera Fase: 4 grupos de 6 equipos (clasifican los dos primeros de cada grupo).
- Segunda Fase: 2 grupos de 6 equipos (clasifican los dos primeros de cada grupo).
- Poule des As: Grupo único de 4 equipos (el campeón obtiene la clasificación a la Liga de Campeones de la CAF).

## Equipos 2024

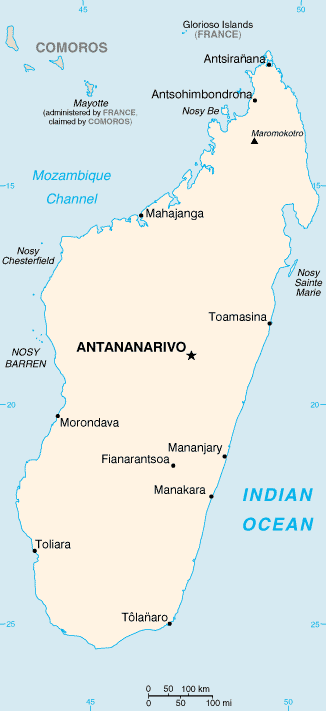
Madagascar.

### Grupo Norte
- Fosa Juniors FC (Mahajanga)
- COSFA (Antananarivo)
- AS Fanalamanga (Alaotra-Mangoro)
- AJESAIA (Itaosy)
- USCA Foot (Antananarivo)
- TFFC (Tsaramandroso)
- KFCA Diana (Diana)
- ASA Diana (Diana)

### Grupo Sur
- CFFA (Andoharanofotsy)
- ASSM Elgeco Plus (Analamanga)
- Mama FCA (Ilakaka)
- Disciples FC (Antsirabe)
- Zanakala FC (Fianarantsoa)
- Inate FC Rouge (Vakinankaratra)
- DATO FC (Farafangana)
- 3FB Toliara (Toliara)

## Palmarés
| Temporada            | Campeón                                      | Subcampeón                                   |
| THB Champions League | THB Champions League                         | THB Champions League                         |
| -------------------- | -------------------------------------------- | -------------------------------------------- |
| 1956                 | Ambatondrazaka Sport                         | ---                                          |
| 1957–61              | Desconocido                                  | Desconocido                                  |
| 1962                 | AS Fortior                                   | ---                                          |
| 1963                 | AS Fortior                                   | ---                                          |
| 1964                 | Desconocido                                  | Desconocido                                  |
| 1965                 | Desconocido                                  | Desconocido                                  |
| 1966                 | Desconocido                                  | Desconocido                                  |
| 1967                 | Desconocido                                  | Desconocido                                  |
| 1968                 | Fitarikandro Soa Firegnina                   | ---                                          |
| 1969                 | US Fonctionnaires                            | ---                                          |
| 1970                 | MMM Toamasina                                | ---                                          |
| 1971                 | AS St. Michel                                | ---                                          |
| 1972                 | Fortior Club de la Côte Ouest                | ---                                          |
| 1973                 | JS Antalaha                                  | ---                                          |
| 1974                 | AS Corps Enseignement                        | ---                                          |
| 1975                 | AS Corps Enseignement                        | ---                                          |
| 1976                 | No disputado                                 | No disputado                                 |
| 1977                 | AS Corps Enseignement                        | ---                                          |
| 1978                 | AS St. Michel                                | ---                                          |
| 1979                 | Fortior Club de la Côte Ouest                | ---                                          |
| 1980                 | MMM Toamasina                                | ---                                          |
| 1981                 | AS Somasud                                   | ---                                          |
| 1982                 | Dinamo Fima                                  | ---                                          |
| 1983                 | Dinamo Fima                                  | ---                                          |
| 1984                 | No disputado                                 | No disputado                                 |
| 1985                 | AS Sotema                                    | ---                                          |
| 1986                 | BTM Antananarivo                             | ---                                          |
| 1987                 | JOS Nosy-Bé                                  | ---                                          |
| 1988                 | COSFA FC Antananarivo                        | ---                                          |
| 1989                 | AS Sotema                                    | ---                                          |
| 1990                 | ASF Fianarantsoa                             | ---                                          |
| 1991                 | AS Sotema                                    | ---                                          |
| 1992                 | AS Sotema                                    | ---                                          |
| 1993                 | BTM Antananarivo                             | ---                                          |
| 1994                 | FC Rainizafy                                 | ---                                          |
| 1995                 | FC Fobar                                     | ---                                          |
| 1996                 | FC BVF                                       | ---                                          |
| 1997                 | DSA Antananarivo                             | ---                                          |
| 1998                 | DSA Antananarivo                             | AS FTM                                       |
| 1999                 | AS Fortior                                   | DSA Antananarivo                             |
| 2000                 | AS Fortior                                   | Club S Namakia                               |
| 2001                 | SO Emyrne                                    | AS Adema                                     |
| 2002                 | AS Adema                                     | DSA Antananarivo                             |
| 2003                 | Ecoredipharm Toamasina                       | SO Emyrne                                    |
| 2004                 | USJF Ravinala                                | AS Fortior                                   |
| 2005                 | USCA Foot                                    | USJF Ravinala                                |
| 2006                 | AS Adema                                     | Académie Ny Antsika                          |
| 2007                 | AJeSAIA                                      | AS Adema                                     |
| 2008                 | Académie Ny Antsika                          | AS Adema                                     |
| 2009                 | AJeSAIA                                      | Académie Ny Antsika                          |
| 2010                 | CNaPS Sport                                  | Académie Ny Antsika                          |
| 2011                 | Japan Actuel's FC                            | CNaPS Sport                                  |
| 2012                 | AS Adema                                     | Tana Formation FC                            |
| 2013                 | CNaPS Sport                                  | AS Saint Michel                              |
| 2014                 | CNaPS Sport                                  | AS Adema                                     |
| 2015                 | CNaPS Sport                                  | 3FB Toliara                                  |
| 2016                 | CNaPS Sport                                  | AS Saint Michel                              |
| 2017                 | CNaPS Sport                                  | AS Saint Michel                              |
| 2018                 | CNaPS Sport                                  | Fosa Juniors FC                              |
| 2019                 | Fosa Juniors FC                              | AS Adema                                     |
| 2020                 | Abandonado debido a la pandemia del COVID-19 | Abandonado debido a la pandemia del COVID-19 |
| 2021                 | AS Adema                                     | COSFA FC                                     |
| Pro League           |                                              |                                              |
| 2021–22              | CFFA Antananarivo                            | Ajesaia                                      |
| 2022–23              | Fosa Juniors FC                              | AS Fanalamanga                               |
| 2023–24              | Disciples FC                                 | ASSM Elgeco Plus                             |
| 2024–25              | ASSM Elgeco Plus                             | COSFA FC                                     |

## Títulos por club
| Club                             | Ciudad         | Campeón | Años campeón                             |
| -------------------------------- | -------------- | ------- | ---------------------------------------- |
| CNaPS Sport                      | Toamasina      | 7       | 2010, 2013, 2014, 2015, 2016, 2017, 2018 |
| AS Fortior                       | Toamasina      | 4       | 1962, 1963, 1999, 2000                   |
| AS Sotema                        | Mahajanga      | 4       | 1985, 1989, 1991, 1992                   |
| AS Adema                         | Antananarivo   | 4       | 2002, 2006, 2012, 2021                   |
| AS Corps Enseignement            | Toliara        | 3       | 1974, 1975, 1977                         |
| ASSM Elgeco Plus (AS St. Michel) | Antananarivo   | 3       | 1971, 1978, 2025                         |
| Dinamo Fima                      | Antananarivo   | 2       | 1982, 1983                               |
| BTM Antananarivo                 | Antananarivo   | 2       | 1986, 1993                               |
| DSA Antananarivo                 | Antananarivo   | 2       | 1997, 1998                               |
| Fortior Club de la Côte Ouest    | Mahajanga      | 2       | 1972, 1979                               |
| Ajesaia                          | Antananarivo   | 2       | 2007, 2009                               |
| MMM Toamasina                    | Toamasina      | 2       | 1970, 1980                               |
| Fosa Juniors FC                  | Mahajanga      | 2       | 2019, 2023                               |
| Ambatondrazaka Sport             |                | 1       | 1956                                     |
| Fitarikandro Soa Firegnina       | Fianarantsoa   | 1       | 1968                                     |
| US Fonctionnaires                | Antananarivo   | 1       | 1969                                     |
| JS Antalaha                      | Antalaha       | 1       | 1973                                     |
| AS Somasud                       | Toliara        | 1       | 1981                                     |
| JOS Nosy-Bé                      | Hell-Ville     | 1       | 1987                                     |
| COSFA FC                         | Antananarivo   | 1       | 1988                                     |
| ASF Fianarantsoa                 | Fianarantsoa   | 1       | 1990                                     |
| FC Rainizafy                     |                | 1       | 1994                                     |
| FC Fobar                         | Toliara        | 1       | 1995                                     |
| FC BVF                           | Antananarivo   | 1       | 1996                                     |
| SO Emyrne                        | Antananarivo   | 1       | 2001                                     |
| Ecoredipharm Toamasina           | Tamatave       | 1       | 2003                                     |
| USJF Ravinala                    | Antananarivo   | 1       | 2004                                     |
| USCA Foot                        | Antananarivo   | 1       | 2005                                     |
| Académie Ny Antsika              | Vakinankaratra | 1       | 2008                                     |
| Japan Actuel's FC                | Antsirabe      | 1       | 2011                                     |
| CFFA                             | Antananarivo   | 1       | 2022                                     |
| Disciples FC                     | Antsirabe      | 1       | 2024                                     |

## Tabla histórica
Tabla histórica de la primera liga profesional de Madagascar desde 2020.
| N.º | Club             | Temp. | P.D. | P.G. | P.E. | P.P. | G.F. | G.C. | Puntos |
| --- | ---------------- | ----- | ---- | ---- | ---- | ---- | ---- | ---- | ------ |
| 1.  | Fosa Juniors FC  | 3     | 35   | 23   | 7    | 5    | 69   | 25   | 76     |
| 2.  | Ajesaia          | 3     | 40   | 22   | 12   | 10   | 74   | 37   | 74     |
| 3.  | CNaPS Sports     | 3     | 40   | 19   | 12   | 9    | 90   | 52   | 69     |
| 4.  | COSFAP           | 3     | 38   | 18   | 13   | 7    | 54   | 36   | 67     |
| 5.  | AS Saint Michel  | 3     | 37   | 16   | 15   | 6    | 68   | 40   | 63     |
| 6.  | AS Adema         | 2     | 25   | 15   | 5    | 5    | 36   | 17   | 50     |
| 7.  | Zanakala FC      | 3     | 40   | 13   | 5    | 20   | 60   | 55   | 44     |
| 8.  | USCA Foot        | 2     | 25   | 10   | 5    | 10   | 44   | 36   | 35     |
| 9.  | Tia Kitra        | 3     | 37   | 8    | 8    | 21   | 40   | 74   | 32     |
| 10. | CFFA             | 1     | 14   | 8    | 4    | 2    | 23   | 10   | 28     |
| 11. | 3FB Toliara      | 3     | 40   | 6    | 8    | 26   | 38   | 97   | 26     |
| 12. | Five FC          | 2     | 23   | 6    | 7    | 10   | 25   | 28   | 25     |
| 13. | AS JET Kintana   | 2     | 23   | 5    | 10   | 8    | 23   | 29   | 25     |
| 14. | AS JET Mada      | 1     | 15   | 7    | 3    | 5    | 30   | 21   | 24     |
| 15. | FCA Ilakaka      | 2     | 25   | 7    | 3    | 15   | 29   | 52   | 24     |
| 16. | Dato FC          | 1     | 14   | 5    | 6    | 3    | 14   | 14   | 21     |
| 17. | AS Fanalamanga   | 1     | 14   | 5    | 5    | 4    | 15   | 13   | 20     |
| 18. | Mama FCA         | 1     | 14   | 4    | 4    | 6    | 9    | 15   | 16     |
| 19. | ASJFC Capricorne | 1     | 14   | 1    | 4    | 9    | 14   | 28   | 7      |
| 20. | Club Mananara    | 1     | 15   | 0    | 0    | 15   | 8    | 72   | 0      |

1. ↑  El AS JET Mada se fusionó con el Kintana FC
2. ↑  El FCA Ilakaka se fusionó con el Mama FC